# Cape Canaveral (Florida)
Cape Canaveral város az USA Florida államában, Brevard megyében. Lakosainak száma 9972 fő (2020. április 1.).

## Népesség
A település népességének változása:

| 2010 | 9 912 |
| 2020 | 9 972 |